# Puntius thelys
Puntius thelys är en fiskart som beskrevs av Kullander 2008. Puntius thelys ingår i släktet Puntius och familjen karpfiskar. IUCN kategoriserar arten globalt som livskraftig. Inga underarter finns listade i Catalogue of Life.